# Jan Zygmunt Hohenzollern
Jan Zygmunt Hohenzollern (niem. Johann Sigismund, Markgraf von Brandenburg; ur. 8 listopada 1572 w Halle, zm. 23 grudnia 1619?/2 stycznia 1620 w Berlinie) – elektor brandenburski 1608–1620, regent księstwa pruskiego 1608–1618, książę pruski 1618–1620. Syn elektora brandenburskiego Joachima Fryderyka.

## Życiorys
30 października 1594 ożenił się z księżniczką Anną Hohenzollern, córką Albrechta Fryderyka, księcia pruskiego. Doczekał się z nią ośmiorga dzieci:
- Jerzy Wilhelm (1595–1640),
- Anna Zofia Brandenburska (1598–1659), żona Fryderyka Ulryka, księcia Brunszwiku,
- Maria Eleonora Brandenburska (1599–1655), żona Gustawa Adolfa, króla Szwecji,
- Katarzyna Brandenburska (1602–1644), żona (1) Gábora Bethlena, hospodara Siedmiogrodu, (2) Franciszka Karola Sachsen-Lauenburg,
- Joachim Zygmunt (1603–1625),
- Agnieszka Brandenburska (1606–1607),
- Jan Fryderyk (1607–1608),
- Albrecht Krystian (ur. i zm. 1609).

Jan Zygmunt po śmierci ojca w 1608 został elektorem brandenburskim i opiekunem izolowanego ze względu na chorobę umysłową Albrechta Fryderyka. W 1611 udał się z Królewca przez Szczytno do Warszawy. Tam przyjęty został przez króla Zygmunta III w sprawie regencji pruskiej. 16 listopada 1611 przed kościołem św. Anny przy Krakowskim Przedmieściu w Warszawie złożył mu hołd lenny z Prus Książęcych. Księciem pruskim został w 1618 po śmierci swojego teścia Albrechta Fryderyka.
16 marca 1612 zatwierdził wilkierze cechów sukienników dla Działdowa, Nidzicy, Pasymia i Olsztynka, a 15 maja 1612 potwierdził prawa miejskie dla Giżycka. W Boże Narodzenie 1613 (25 grudnia 1613?/4 stycznia 1614) zmienił wyznanie przechodząc z luteranizmu na kalwinizm. Na żądanie polskiego króla zgodził się na pewne koncesje na rzecz katolików na terenie protestanckich Prus Książęcych. Do odbudowanej w 1618 r. kaplicy w Świętej Lipce ponownie zaczęli ściągać pielgrzymi z Polski, Warmii i pruskich Mazur.
W 1614 na mocy układu z Dortmundu, po pięcioletniej wojnie o sukcesję po zmarłym bezpotomnie w 1609 Janie Wilhelmie, władcy Jülich-Kleve-Berg, dołączył do swych włości Mark i Kleve. Po śmierci Jana Zygmunta następcą w Prusach Książęcych został jego najstarszy syn Jerzy Wilhelm.
Jan Zygmunt był zapalonym myśliwym. W latach 1612–1619 upolował na terenie Mazur 15 żubrów, 112 łosi, 38 niedźwiedzi, 1998 jeleni oraz 2344 łanie.